# Ateneo de El Salvador
El Ateneo de El Salvador es una institución cultural, literaria y artística, fundada en 1912 y cuya sede se localiza en San Salvador. Se ha convertido en un referente de la cultura nacional, habiendo pasado por este destacados intelectuales de El Salvador.

## Historia
El Ateneo de El Salvador fue fundado el 22 de septiembre de 1912 por José Dols Corpeño, Manuel Álvarez Magaña, Jorge F. Zepeda, Armando Rodríguez Portillo, Salvador Turcios R., Salvador L. Erazo, Manuel Andino, José Burgos Cuéllar, J. Fernando Chávez, Manuel Masferrer C., Miguel Ángel García, J. Antonio Irías, Augusto Castro, Joaquín Serra (h), Juan Gomar y Abraham Ramírez Peña, con el propósito de "elevar la cultura nacional en todas sus manifestaciones".
En el 7 de octubre de 1912, teniendo como presidente de la institución al señor José Dols Corpeño, vicepresidente Manuel Álvarez Magaña, y secretario Salvador Turcios R., se promulgaron los primeros Estatutos del Ateneo de El Salvador con 20 artículos, organizando la institución formalmente; dichos estatutos fueron aprobados por el gobierno del presidente Manuel Enrique Araujo en el 4 de noviembre de 1912. El 1 de diciembre de 1912 se creó la revista Ateneo, la cual recoge gran parte de la labor cultural de la institución y los aportes intelectuales de sus miembros.
El 15 de noviembre de 1974 el Ateneo inauguró su propio edificio en el Centro de Gobierno del país.
El 22 de noviembre de 2007 la Asamblea Legislativa de El Salvador declaró al Ateneo "Distinguida institución cultural de El Salvador" por "su prolífica labor cultural en beneficio del engrandecimiento de nuestra Patria".
El 20 de marzo de 2021, el Ateneo, junto con la Academia Salvadoreña de la Historia y la Academia Salvadoreña de la Lengua, firmaron un convenio con la idea de unir esfuerzos en el desarrollo de actividades y proyectos que ayuden a fortalecer el tejido social.

## Miembros históricos destacados
- Francisco Gavidia
- Alberto Masferrer
- José Gustavo Guerrero
- José María Peralta Lagos
- Miguel Ángel García
- Manuel Vidal
- David J. Guzmán
- Ramón López Jiménez
- Sarbelio Navarrete
- Jorge Larde y Larín
- Manuel Luis Escamilla